# Melanie Zanetti
Melanie Zanetti, född 20 mars 1985, är en australisk skådespelare.
Zanetti har bland annat medverkat i TV-serien Bluey där hon spelar rösten till mamman. Hon har även medverkat i filmen Tracks.

## Filmografi (i urval)
- 2013 – Tracks
- 2018–2024 – Bluey (TV-serie)